# کابوشیکی گایشا
کابوشیکی گایشا (به ژاپنی: 株式会社) گونه‌ای از شرکت یا کورپوریشن است، که بر پایه قانون ژاپن تعریف می‌شود. نخستین شرکتی که تحت این ساختار در ژاپن شروع به فعالیت نمود، فرست نشنال بانک ژاپن بود، که در سال ۱۸۷۳ تأسیس شد. از قوانین اولیه برای ثبت این گونه شرکت‌ها، داشتن حداقل دارایی ۱۰ میلیون ین (معادل ۱۰۵٫۰۰۰ دلار آمریکا) می‌باشد.
از شرکت‌های کابوشیکی گایشا مشهور ژاپنی می‌توان به: تویوتا، پاناسونیک، ابارا کورپوریشن، تنباکوی ژاپن، سومیتومو، میتسویی، میتسوبیشی، نیپون تلگراف اند تلفن، جی‌اکس هولدینگز، سونی، نیسان، شارپ، سوزوکی، کوماتسو، نامورا، هیتاچی، توشیبا و مزدا اشاره کرد.